# Nybroplan
Nybroplan est une place de Norrmalm à Stockholm en Suède.

## Présentation
Nybroplan est un place  du centre-ville de Stockholm, où se rencontrent les rues Birger Jarlsgatan, Strandvägen, Hamngatan et Nybrogatan se rencontrent. 
Au bord de la place se trouvent le théâtre dramatique royal et le parc Berzelii avec le restaurant Berns Salonger depuis le XIXème siècle.
Les places Norrmalmstorg, Stureplan et Östermalmstorg sont situées à moins de 500 mètres, tout comme le parc Kungsträdgården.

## Histoire
Jusqu'au XVIIIème siècle, Nybroplan était encore submergée par l'actuelle baie Nybroviken (sv) (historiquement connue sous le nom de Ladugårdslandsviken) qui s'étendait autrefois sur plusieurs centaines de mètres plus au nord. 
Quand la partie la plus intérieure de la baie fut transformée en parc Berzelii vers 1850, des quais furent construits autour de la baie.
Nybroplan doit son nom à Nybrogatan (Nya brogatan, 1649), qui à son tour doit son nom au pont construit vers 1640 sur la partie intérieure de l'ouest de Ladugårdslandsviken, qui s'appelait Packaretorgsviken sur A.S.J. Carte de Thorslundh de 1749. 
Ce pont a disparu lorsque la partie intérieure de Ladugårdsviken a été comblée au cours du XIXème siècle. Le nom Nybroplan apparaît déjà sur les cartes dans les années 1920, mais il n'est devenu officiel qu'en 1936. 
En 1901, un buste de l'inventeur John Ericsson dû au sculpteur John Börjeson y a été érigé, .
En décembre 1924, Stockholm a reçu ses premiers feux de circulation. 
C'est à Nybroplan qu'une « balise de circulation » (« balise AGA ») a été installée pour des tests sur la base du modèle américain. 
Le feu a été fourni par AB Gasaccumulator.

## Nybroplan aujourd'hui
Depuis 1916, l'horloge de Tornberg indique l'heure à cet endroit, mais pas toujours avec précision.
La nouvelle place Raoul Wallenberg, à Nybroplan, abrite désormais également le monument controversé de Kirsten Ortwed à Raoul Wallenberg.
Près de la grille en fer menant au parc Berzelii, se trouvait auparavant une sculpture en bronze « Humour » de Karl Göte Bejemark de 1967 représentant un travailleur de rue regardant par un puits d'inspection sur le trottoir. 
Le modèle de la sculpture était Hasse Alfredson. 
La sculpture a été stockée en 2010 en raison de la construction de la ligne Spårväg City et a été érigée en septembre 2011 à Södermalmstorg.

## Transports  en commun
Face à la baie de Nybroviken (sv), la place est une plaque tournante des transports en commun.
À côté de la place se trouvent des quais pour la ligne maritime Sjövägen et autres voyages en traversiers vers Djurgården et l'archipel de Stockholm.
Nybroplan compte un arrêt de tramway depuis 1877, à l'exception de la période 1967-1991. 
L'arrêt se trouve à quelques pas des stations de métro Kungsträdgården et Östermalmstorg.
Le 10 juin 2020, la ville de Stockholm a présenté un projet qui réduirait le temps de trajet en transports en commun. 
En interdisant aux automobilistes de tourner à gauche sur Strandvägen en direction de Nybrohamnen.
Le projet, qui a débuté au printemps 2021, s'est poursuivi pendant l'été 2021. Une évaluation du projet a montré qu'il avait entraîné de nettes améliorations pour les transports publics et l'année suivante, en novembre 2022, la ville de Stockholm a décidé d'interdire définitivement les virages à gauche.

## Galerie

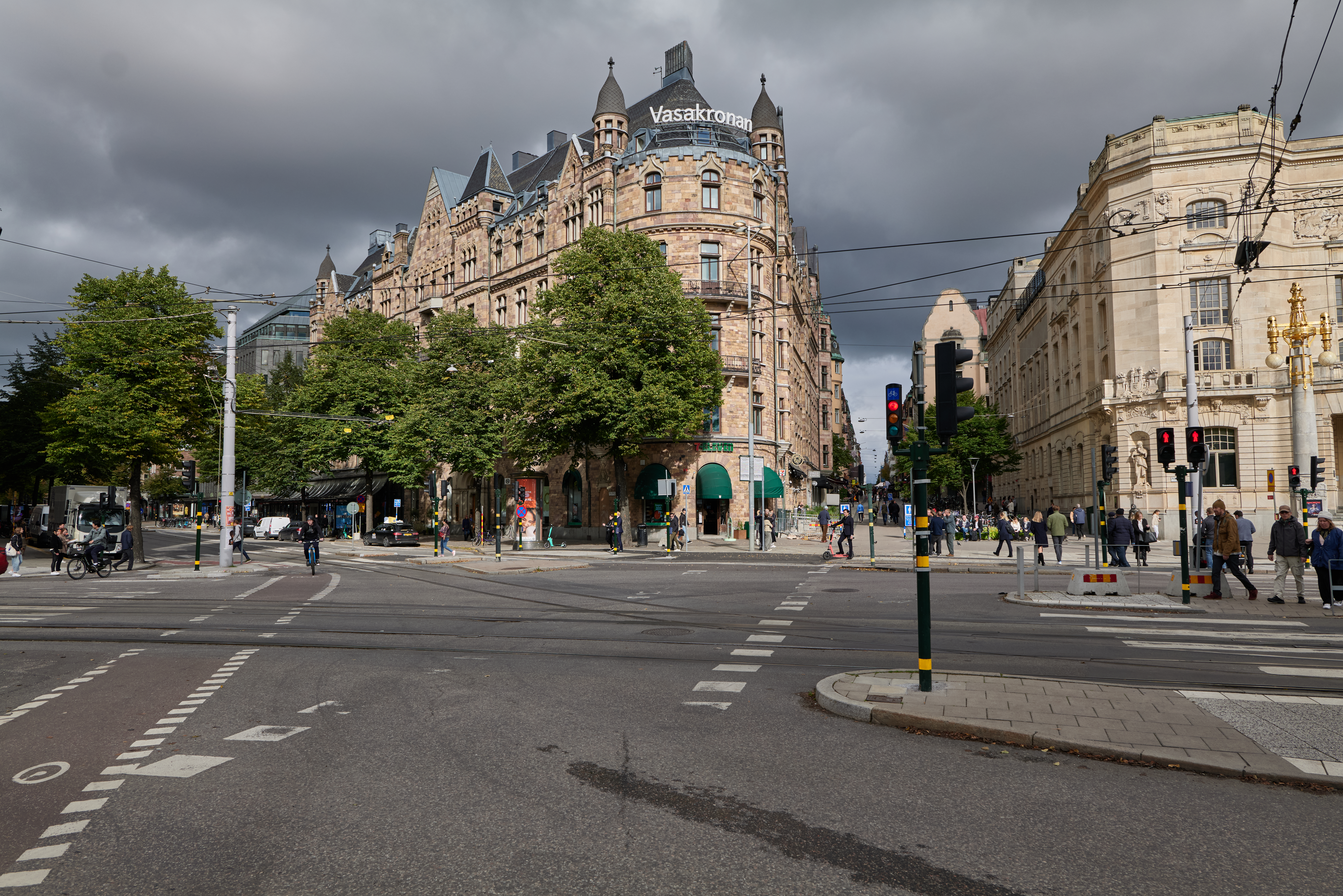
Nybroplan.
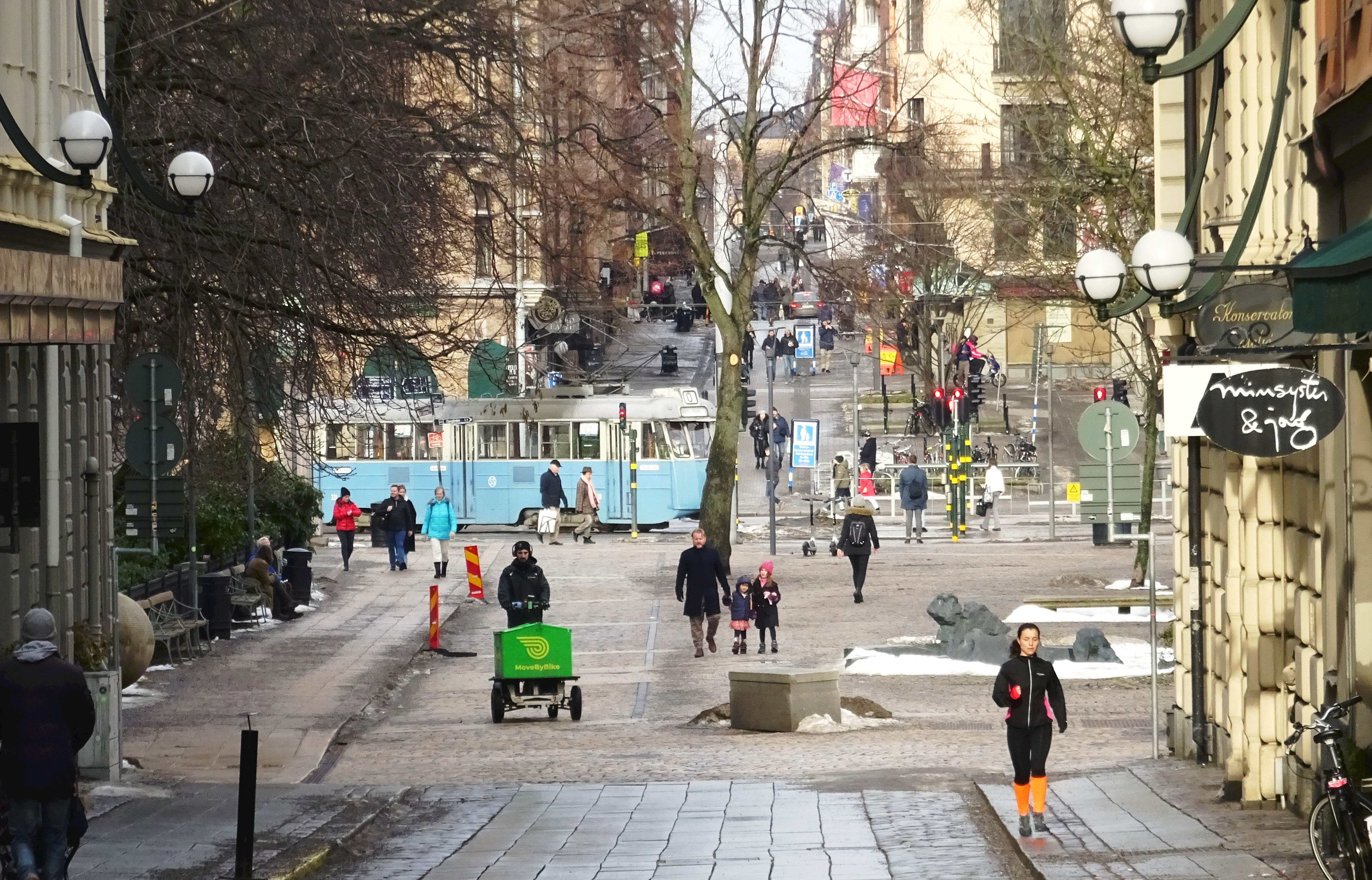
Nybroplan d’Arsenalsgatan vers Nybrogatan.
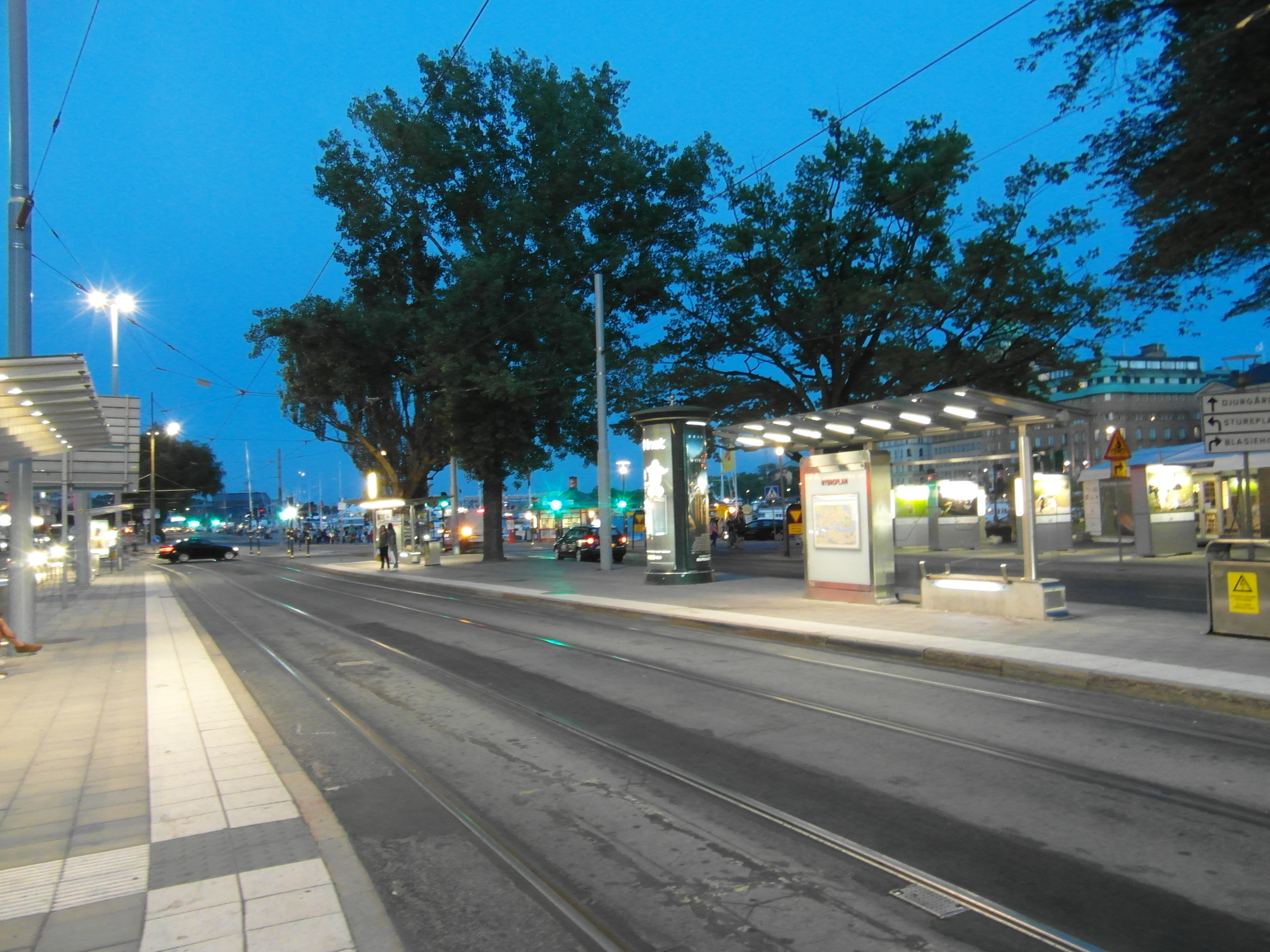
Arrêt du Spårväg City.
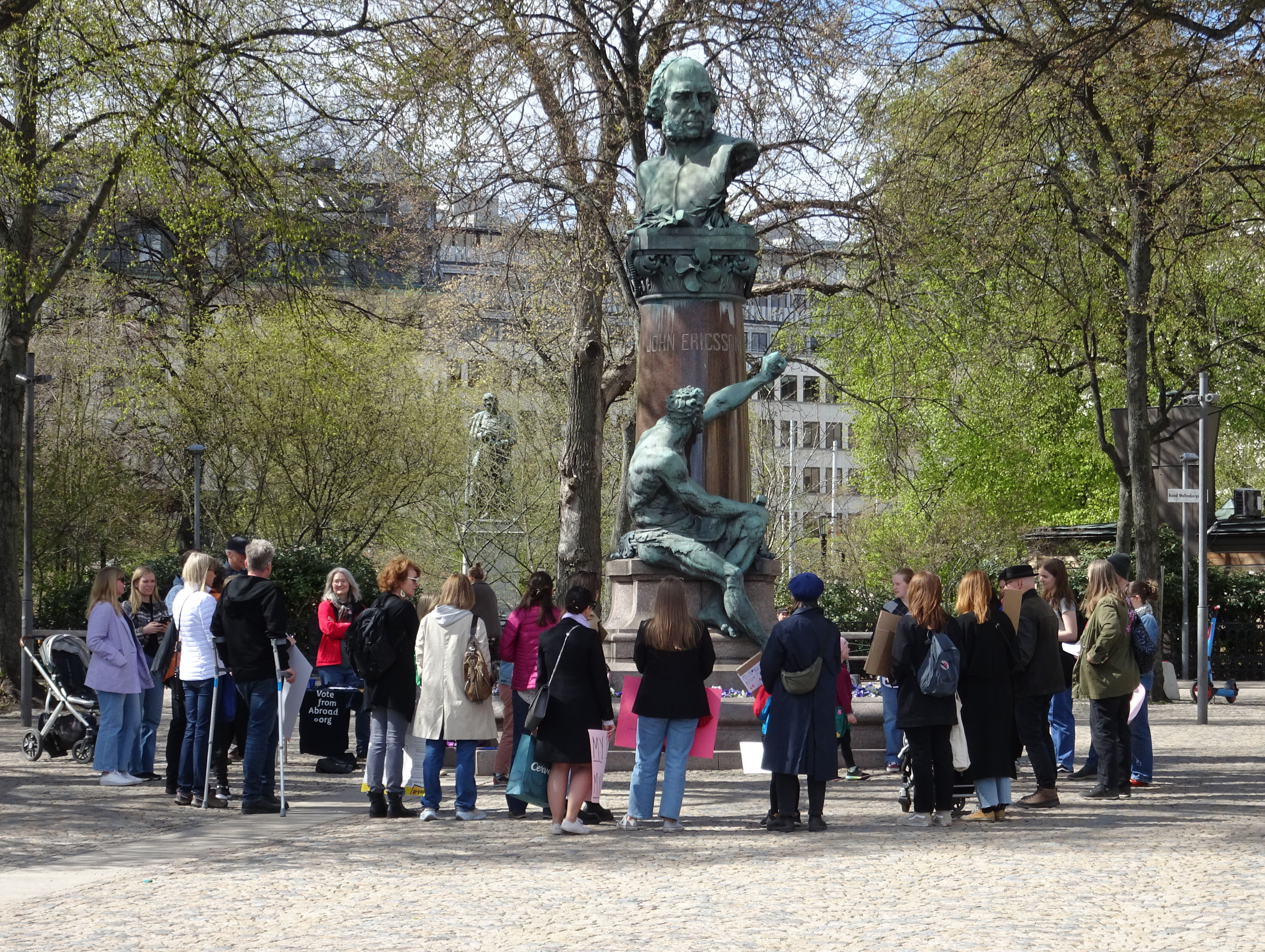
Statue de John Ericsson.